# 無主之作
《無主之作》（德語：Werk ohne Autor）由弗洛里安·亨克爾·馮·杜能斯馬克執導的2018年德國劇情長片，於第75屆威尼斯影展主競賽單元首映。並代表德國角逐第91屆奧斯卡金像獎最佳外語片獎。

## 剧情
《無主之作》（Never Look Away）是一齣以上世紀德國為背景、糅合歷史與藝術兩大元素的大片，片長超過三小時。

## 角色
- 汤姆·希林 飾演 Kurt Barnert
- 塞巴斯蒂安·科赫（英语：Sebastian Koch） 飾演 Professor Carl Seeband
- 葆拉·贝尔 飾演 Ellie Seeband
- 萨斯基亚·罗森达尔 飾演 Elisabeth May
- 奥利弗·马苏奇（英语：Oliver Masucci） 飾演 Professor Antonius van Verten
- 伊娜·韦斯（英语：Ina Weisse） 飾演 Martha Seeband
- 赖纳·博克（英语：Rainer Bock） 飾演 Dr. Burghart Kroll
- 汉诺·科夫勒（英语：Hanno Koffler） 飾演 Günther Preusser
- 约翰娜·加斯多夫（英语：Johanna Gastdorf） 飾演 Malvine
- 詹妮特·海因（英语：Jeanette Hain） 飾演 Waltraut Barnert
- 辛纳克·勋纳曼（英语：Hinnerk Schönemann） 飾演 Werner Blaschke
- 弗罗里安·巴西奥罗麦 飾演 Günther May
- 汉斯-尤韦·鲍尔（英语：Hans-Uwe Bauer） 飾演 Horst Grimma
- 乔切·舒托夫（英语：Jörg Schüttauf） 飾演 Johann Barnert
- 本·贝克（英语：Ben Becker） 飾演 foreman
- 拉尔斯·艾丁格 飾演 exhibition manager
- 卡伊·科尔斯 飾演 young Kurt Barnert
- 雅各布·马琛茨（英语：Jacob Matschenz） 飾演 Arendt Ivo
- 乔纳斯·达斯勒（英语：Jonas Dassler） 飾演 Ehrenfried May

## 榮譽
| 類別         | 頒獎日期      | 獎項       | 名字         | 結果 | 參考 |
| ------------ | ------------- | ---------- | ------------ | ---- | ---- |
| 金球獎       | 2019年1月6日  | 最佳外語片 | 《無主之作》 | 提名 |      |
| 奥斯卡金像奖 | 2019年2月24日 | 最佳外語片 | 《無主之作》 | 提名 |      |

## 外部連結
- 豆瓣电影上《無主之作》的資料 （简体中文）
- 開眼電影網上《無主之作》的資料（繁體中文）
- 互联网电影数据库（IMDb）上《無主之作》的资料（英文）